# Scotch pie
Skotský koláč (anglicky Scotch pie) nebo skopový koláč je malý masový koláč s dvojitou kůrkou, plněný mletým skopovým, haggis nebo jiným masem. Pro odlišení od jiných slaných koláčů je také nazýván jako skořápkový (shell pie) nebo mletý koláč (mince pie). V souvislosti s jeho prodejem v přestávkách fotbalových utkáních, kde se prodává s tradičním nápojem Borvil, je také nazýván jako fotbalový koláč (football pie).
Skotský koláč je znám stovky let. Předpokládá se, že pochází ze Skotska i když pro to nejsou žádné písemné důkazy. Existuje legenda, že ve středověku skotská církev koláčem opovrhovala a považovala jej za honosné jídlo, které je podobné anglickým koláčům. Skotský koláč je oblíbený nejen v celém Spojeném království, ale i v Kanadě a ve skotských komunitách v USA a po celém světě. Koláč si získal oblibu u dělníků, kteří se potřebovali rychle a levně nasytit, protože se dá jíst z ruky (bez obalu) i za chůze.

## Příprava
Tradiční náplň ze skopového masa je často silně kořeněná pepřem a dalšími přísadami a je umístěna ve skořápce (obalu) z těsta. Těsto se připravuje tak, že se hladká mouka přelije horkou vodou, ve které je rozpuštěné sádlo a sůl. Vzniklá hmota se promíchá vařečkou a po vychladnutí vypracuje do hladkého těsta. Peče se v kulaté, rovné formě o průměru asi 8 cm a výšce 4 cm a horní „kůrka“ (která je měkká) je umístěna asi o 1 cm níže než okraj, aby vznikl prostor pro přidání příloh, jako je bramborová kaše, pečené fazole, hnědá omáčka, jiná omáčka nebo vejce.
Skotské koláče se často podávají teplé v restauracích s sebou (to go), pekárnách a na venkovních akcích. Pevná kůrka koláče umožňuje jeho konzumaci rukama bez obalu. Uprostřed horní kůrky je obvykle kulatý otvor o průměru asi 7,5 mm.
Původní skopová masová směs je nahrazována mletým hovězím. Ve snaze o zdravější stravování se upravuje receptura tak, aby byla zachována chuť a snížil se obsah soli a tuku.

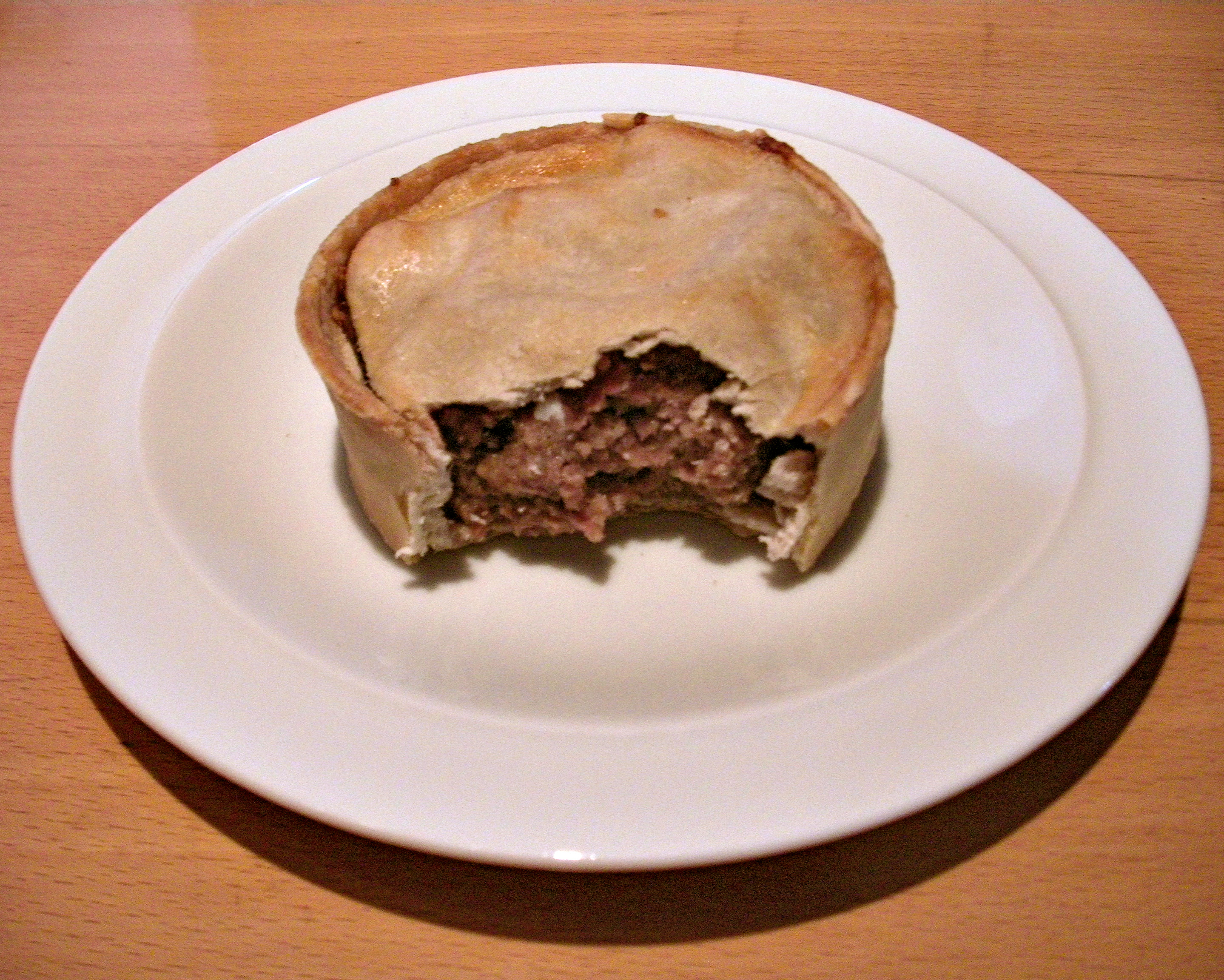

## Mistrovství světa ve skotském koláči
Od roku 1999 každoročně pořádá profesní sdružení Scottish Bakers soutěž World Championship Scotch Pie Awards, v níž je vítěz sekce skotských koláčů vyhodnocen jako mistr světa.